# Otto Toeplitz
Otto Toeplitz (Breslavia, 1 de agosto de 1881 – Jerusalén, 15 de febrero de 1940) fue un matemático alemán especializado en análisis funcional.

## Biografía

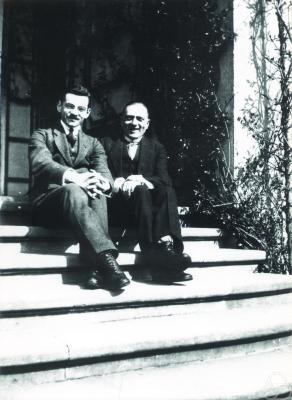
Otto Toeplitz (der.) y Alexander Ostrowski (izq.).

Toeplitz provenía de una familia judía de matemáticos: tanto su padre como su abuelo eran profesores de matemáticas de secundaria. Su formación matemática fue, por tanto, natural. Obtuvo su doctorado en geometría algebraica por la Universidad de Breslavia en 1905. En 1906 fue a la Universidad de Gotinga, en la que impartían clase David Hilbert, Felix Klein y Hermann Minkowski. Allí, bajo la influencia de David Hilbert, empezó a reelaborar la teoría de los funcionales lineales y las formas cuadráticas en espacios n-dimensionales para espacios de dimensión infinita. En esa época comenzó una fructífera relación con su colega y amigo Ernst Hellinger con quien escribió conjuntamente numerosos artículos, también después de que Hellinger marchara de Gotinga en 1909.
Las matrices de Toeplitz, que introdujo en 1911, tienen aplicaciones en la teoría de la transformada de Fourier, la cristalografía y el desarrollo de algoritmos rápidos. En 1911, planteó el problema del cuadrado inscrito:
"¿Contiene toda curva de Jordan un cuadrado inscrito?"
La conjetura de Toeplitz se ha demostrado cierta para casos especiales (curvas convexas y curvas suaves), pero sigue estando sin resolver de forma general.
En 1913 aceptó una plaza de profesor asociado en la Universidad de Kiel, y en 1920 fue nombrado profesor titular. En esta época, escribió, junto con Ernst Hellinger, un artículo sobre ecuaciones integrales para la prestigiosa Encyklopädie der mathematischen Wissenschaften ("Enciclopedia de Ciencias Matemáticas"), que se publicó en 1927.
En 1928, Toeplitz pasó a ocupar una cátedra en la Universidad de Bonn en sustitución del geómetra Eduard Study. Su interés por la historia de las matemáticas le llevó en 1929 a fundar con Otto Neugebauer la revista Quellen und Studien zur Geschichte der Mathematik dedicada exclusivamente a esta disciplina. Él, particularmente, estuvo muy interesado en las relaciones entre la matemática y la filosofía griegas. 
En 1933 entró en vigor la Ley para la Restauración de la Función Pública y los profesores de origen judío fueron apartados de la enseñanza. En un principio, Toeplitz pudo conservar su puesto gracias a que se hizo una excepción para aquellos que habían sido nombrados antes de 1914, pero aun así fue destituido en 1935. Tras su cese, trabajó como representante de la comunidad judía de Bonn y dio clases a escolares judíos. Fundó una escuela judía y, como jefe del departamento de educación superior de la Reichsvertretung der Deutschen Juden, organizó la emigración de estudiantes judíos a Estados Unidos.
En 1939, debido a la creciente persecución, se vio obligado a emigrar al Mandato británico de Palestina, donde fue asesor científico de la Universidad Hebrea de Jerusalén. Murió de tuberculosis en Jerusalén en 1940.

## Obra

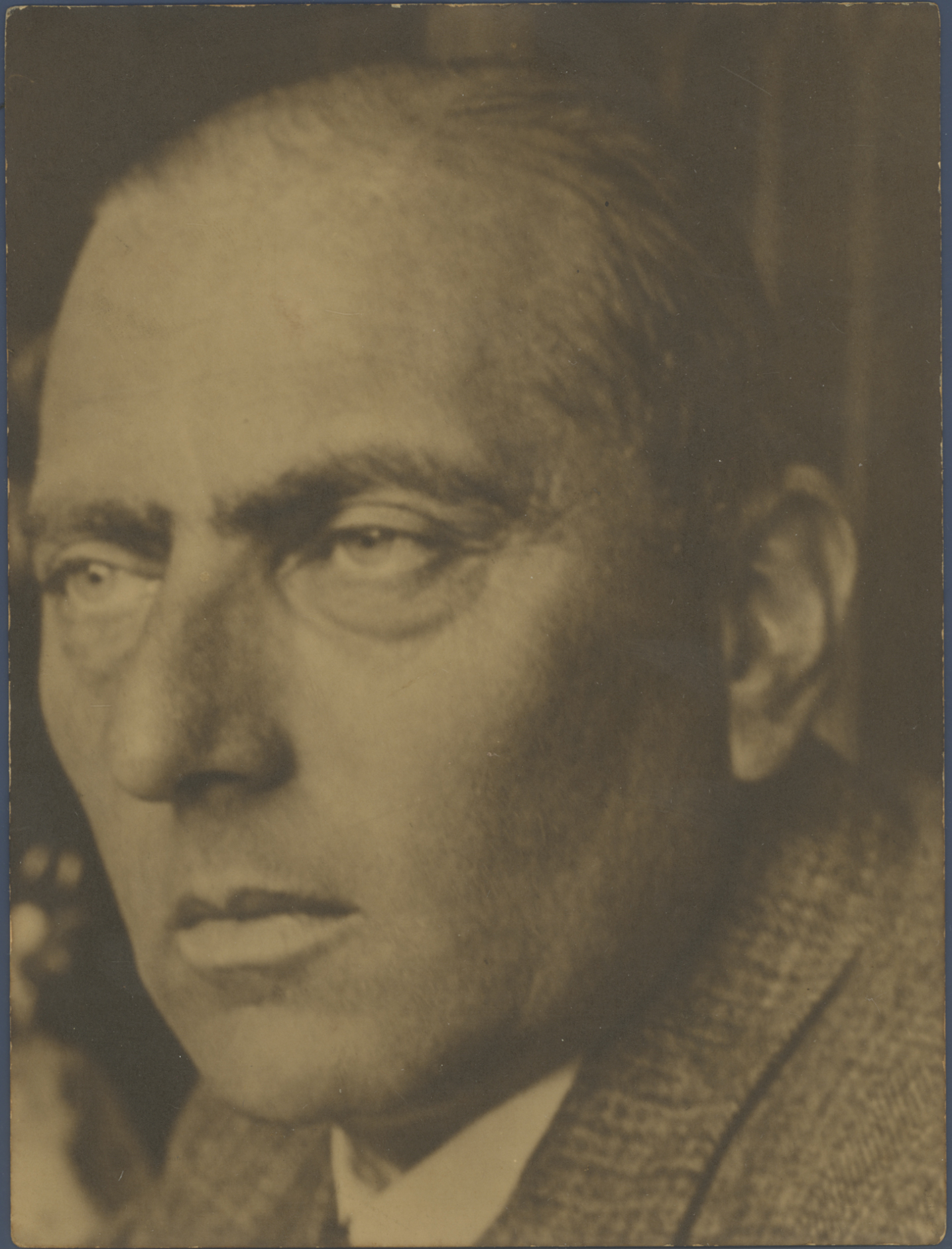
Otto Toeplitz

### Obras científicas
- Über Systeme von Formen, deren Funktionaldeterminante identisch verschwindet 1905. Tesis doctoral.
- Infinitesimalrechnung 1912
- Encyclopädie der Mathematischen Wissenschaften: Mit Einschluss ihrer Anwendungen. Analysis 1923. Con Ernst Hellinger.
- Integralgleichungen und Gleichungen mit unendlichvielen Unbekannten 1928. Con Ernst Hellinger.

### Obras históricas y divulgativas
- Von Zahlen und Figuren, con Hans Rademacher (traducida al español como Números y figuras): obra divulgativa de introducción a las matemáticas que abarca, entre otros temas, la teoría elemental de los números, los problemas de mínimos y máximos, los poliedros, la topología, el teorema de los cuatro colores y problemas de geometría como las curvas de ancho constante.[2]

- Entwicklung der Infinitesimalrechnung (traducido al inglés como The Calculus: A Genetic Approach). Publicado por primera vez póstumamente en 1949.[3]